# Low Rock Point
Der Low Rock Point ist eine Landspitze an der Nordküste Südgeorgiens. Sie bildet die Westseite der Einfahrt zur Church Bay nahe dem westlichen Ende der Insel.
Wissenschaftler der britischen Discovery Investigations kartierten die Landspitze in den Jahren zwischen 1926 und 1930. Sie benannten sie so, da ihr ein niedriger Rifffelsen vorgelagert ist.